# مورچه‌مرغ هلالی
مورچه‌مرغ هلالی (نام علمی: Gymnopithys lunulatus) نام یک گونه از سرده مورچه‌قاپ‌های برهنه است.